# Deutsche Hochschule für Leibesübungen

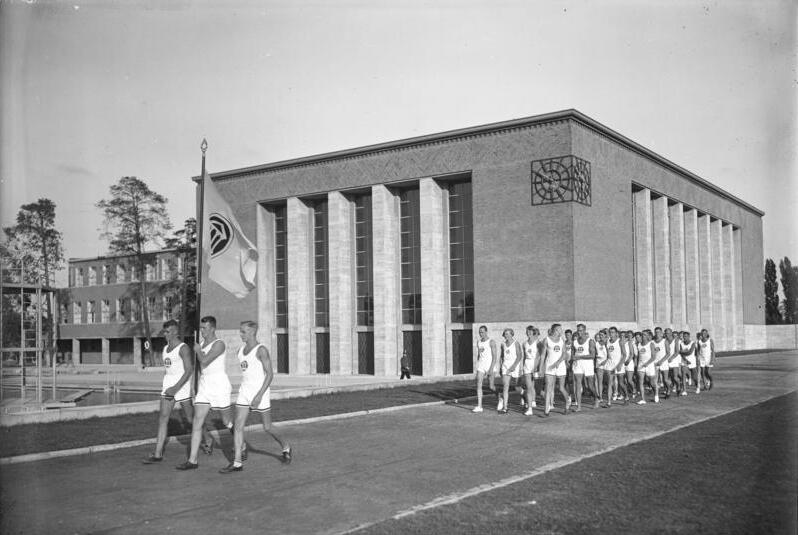
Sportforum der Deutschen Hochschule für Leibesübungen in Berlin-Charlottenburg, August 1931

Die Deutsche Hochschule für Leibesübungen (DHfL) war eine freie, wissenschaftliche Forschungsstätte mit dem Hauptziel, möglichst viele kompetente Sportlehrer auszubilden. Sie bestand von 1920 bis 1935.

## Gründung

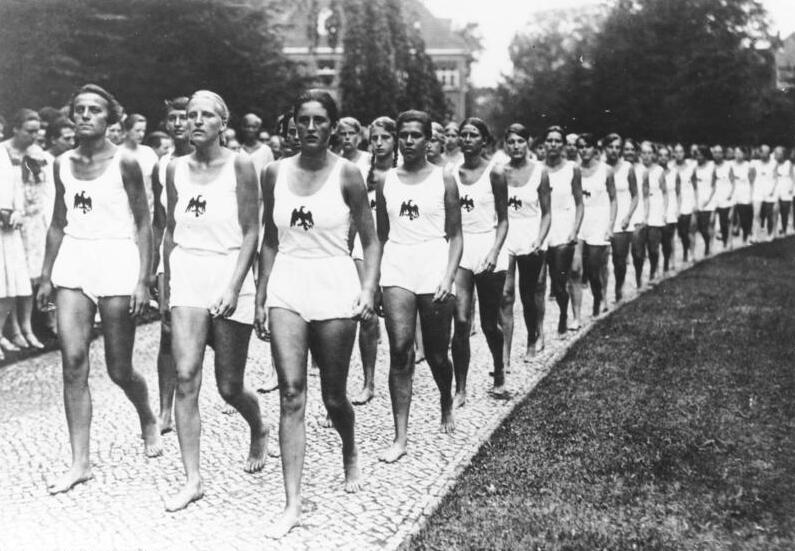
Sportstudentinnen der Deutschen Hochschule für Leibesübungen

Am 15. Mai 1920 wurde in der damaligen Friedrich-Wilhelms-Universität (heute: Humboldt-Universität) die Deutsche Hochschule für Leibesübungen gegründet, deren Einrichtung in einer von Carl Diem 1919 vorgelegten Denkschrift angeregt wurde. Diem kannte sich jedoch nicht in der Bildungslandschaft aus und unterschätzte den Anspruch der Teilstaaten des Reiches auf das Bildungsmonopol. Dies wurde von Theodor Lewald realisiert, der als im Reich Verantwortlicher für die Kaiser-Wilhelm-Gesellschaft um das Bildungsmonopol der Deutschen Teilstaaten wusste und daher zunächst eine Forschungsstätte gründete, für die das Reich die Verantwortung hatte. Die Hochschule wurde zunächst provisorisch im Deutschen Stadion untergebracht, dem 1913 errichteten Vorläufer des Berliner Olympiastadions. Bereits im Sommer 1921 konnten auf dem nördlich an das Deutsche Stadion angrenzenden Gelände provisorische Gebäude bezogen werden. Im seit 1925 erbauten Deutschen Sportforum wurden dann dauerhafte Räumlichkeiten für die Hochschule geschaffen.
Carl Diem schrieb über die Motivation zur Gründung der Hochschule: „Sie sollte eine freie wissenschaftliche Forschungsstätte für alle die vielgestaltigen Wirkungen und Probleme der Leibesübungen sein und in enger Gemeinschaft von Wissenschaft und Praxis die Lehre der Leibesübung erneuern.“

„Nach Diems Denkschrift sollte die Hochschule in erster Linie der Lehrerausbildung dienen. Sie nahm zu diesem Zwecke junge Leute, Männer und Frauen, auf, die die Reifeprüfung einer neunstufigen höheren Lehranstalt bestanden hatten. Keine Arbeit Diems war schärferen Angriffen ausgesetzt, als die der Lehrerbildung durch die Hochschule.“

Des Weiteren erforschte man alle auf die Theorie, Praxis und Geschichte der Leibeserziehungen bezüglichen Gesetze und richtete kurzfristige Lehrgänge von 1–4 Wochen zur Einführung bzw. Fortbildung in der Leibeserziehung ein. Zuständig für die eigentliche Gründung war jedoch Theodor Lewald, der Präsident des Deutschen Reichsausschuss für Leibesübungen. Da Lewald in seiner früheren Stellung im Reichsministerium des Innern für die Kaiser-Wilhelm-Gesellschaft (hieraus wurde die Max-Planck-Gesellschaft) zuständig war, wurde die Hochschule wie diese organisiert. Da das Reich eine Zuständigkeit für die Forschungsförderung und den Spitzensport hatte, konnten diese finanziell unterstützt werden, nicht aber die Lehrerbildung.
Ein besonderer Aspekt dieser Hochschule war, dass das Abitur unter bestimmten Umständen keine Mindestvoraussetzung war. „Nicht, daß man einmal das Abiturium gemacht hat, sondern daß ein jeder in seinem Fache in wissenschaftlicher Freiheit das Höchste leisten konnte“, war Carl Diem bei der Gründung wichtig. Deshalb, aber auch aus dem folgenden Grund, wurde sie als private Hochschule ins Leben gerufen: „Bei einer staatlichen Gründung wäre der Staat in jedem Falle an die Bildungsvorbedingungen der Tarifstufen seiner Beamtenklassen gebunden gewesen. So konnten beispielsweise an den preußischen Hochschulen Turnlehrerstellen, […] nicht anders als durch Studienräte und die Direktorenposten nicht anders als durch Studiendirektoren besetzt werden […].“ Der DHfL kam es allerdings auf die fachliche Qualität der Dozenten an und so wurden die Studierenden von besonderen Fachlehrern der jeweiligen Sportarten unterrichtet. So arbeiteten namhafte Persönlichkeiten des Sports und der Sportmedizin im Senat und Kuratorium und lehrten voll-, neben- oder ehrenamtlich bzw. als Lehrbeauftragte an der Hochschule.

## Leitung der Hochschule
Erster Rektor der Hochschule war der Chirurg August Bier. Carl Diem wurde Prorektor. 1932 folgte, nachdem Bier dieses Amt niedergelegt hatte, als Rektor mit Ferdinand Sauerbruch wiederum ein weltbekannter Chirurg. Auf Druck des „Reichssportführers“ Hans von Tschammer und Osten trat Diem Anfang Mai 1933 zurück.

## Problematik der Hochschule

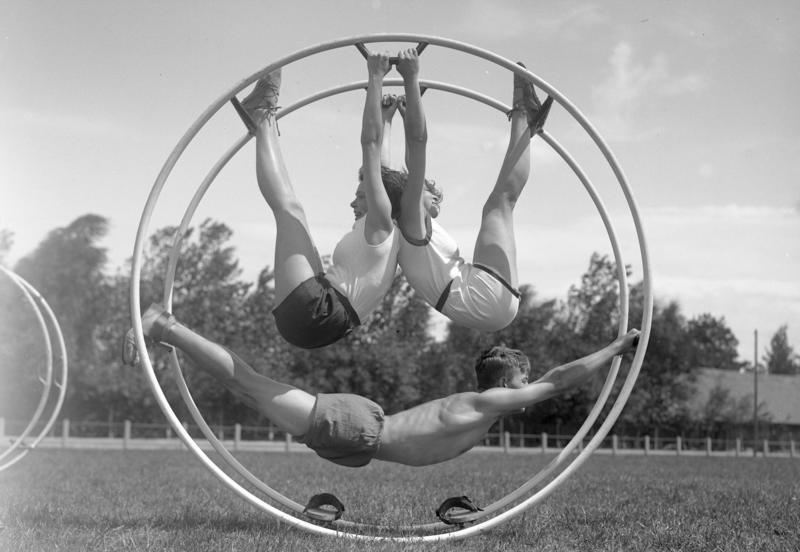
Übungen am Rhönrad, Juni 1931

Bei aller Fortschrittlichkeit – die Problematik der DHfL war die fehlende staatliche Anerkennung. Edmund Neuendorff schreibt dazu:

„Die Länder, Preußen voran, hatten eigene staatliche Turnlehrerbildungsstätten, die für die Bedürfnisse ihrer Schulen genügten. Die Lehrerausbildung der Diemschen Hochschule wurde völlig gegenstandslos und überflüssig, nachdem Preußen 1930 beschlossen hatte, für immer auf den Fachturnlehrer zu verzichten und die mit der wissenschaftlichen vereinigte Turnlehrerausbildung an die Universitäten zu verlegen“

Dafür kam es zu einer lang angestrebten Arbeitsgemeinschaft für das Studium der Leibesübungen.
Zusammengesetzt aus der DHfL, der PHfL und dem Universitätsinstitut für Leibesübungen, als späteres Institut für Leibeserziehung der TH Charlottenburg, erlangte es 1931 endlich die staatliche Anerkennung, wurde aber am 6. Juni 1932 wieder aufgelöst. Im Jahre 1935 schloss die DHfL endgültig.
Im Wintersemester 1932/1933 führten die Studenten der DHfL eine in der Studentenzeitschrift veröffentlichte Befragung durch, in welche Richtung sich der Sport im Falle einer nationalsozialistischen Regierung entwickeln würde. Von den unterschiedlichen befragten Persönlichkeiten lag Carl Krümmel am nächsten, der eine Entwicklung entsprechend dem faschistischen Modell Italiens prognostizierte. Auch die Umwandlung der DHfL in die nicht-akademische Reichsakademie für Leibesübungen folgte Italien, da Leibesübungen wie zuvor in der Weimarer Zeit vor allem als ein technisches Fach praktiziert wurde.

### Im Dritten Reich

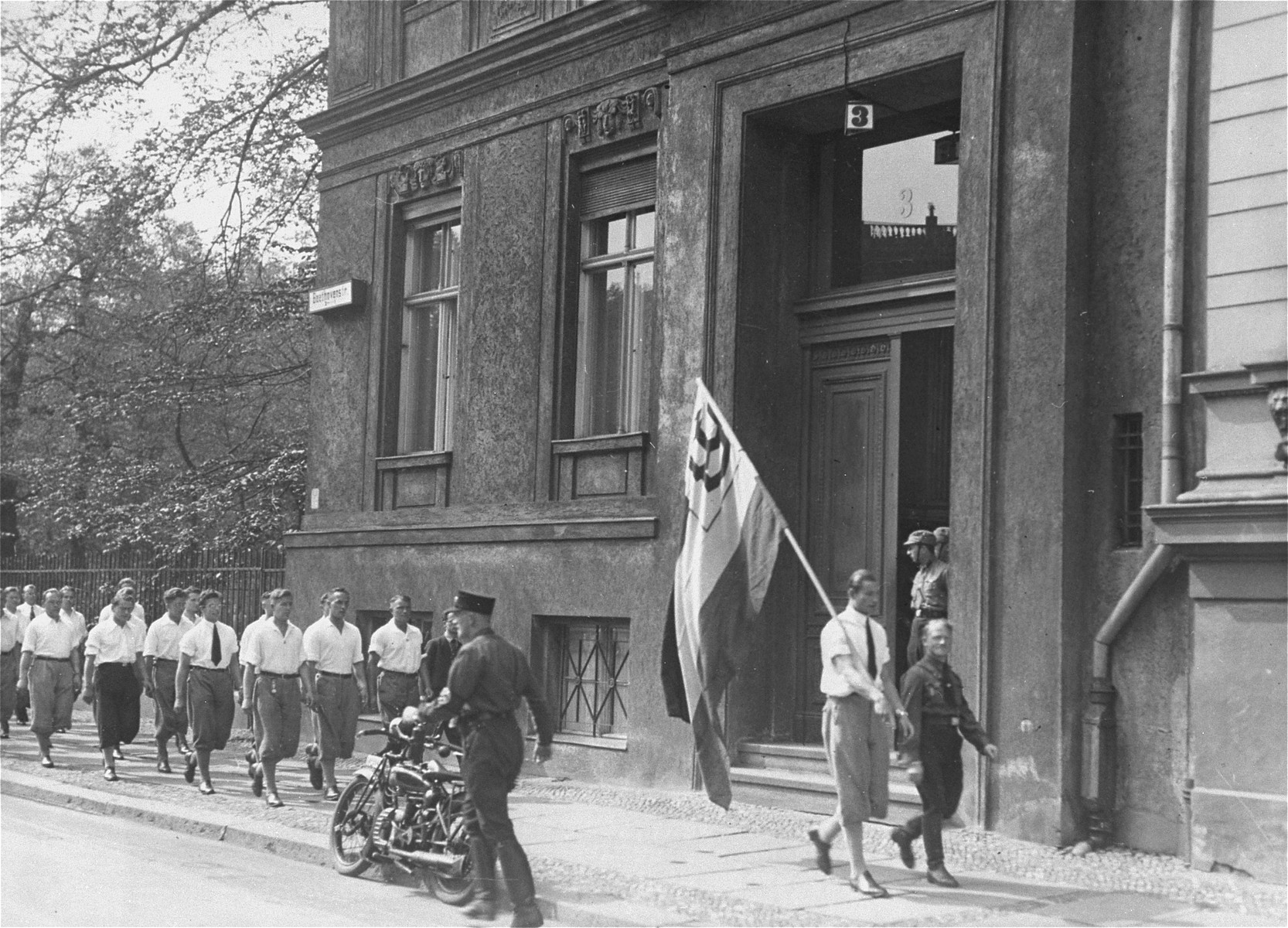
Studenten der Deutschen Hochschule für Leibesübungen vor dem Institut für Sexualwissenschaft in Berlin vor der Plünderung am 6. Mai 1933

Am 6. Mai 1933 plünderten ca. 100 Studenten der Hochschule das von Magnus Hirschfeld gegründete Institut für Sexualwissenschaft, dessen Bibliothek am 10. Mai bei der Bücherverbrennung auf dem Berliner Opernplatz verbrannt wurde. Studenten der Hochschule nahmen mit einer eigenen Formation am einleitenden Fackelzug teil und führten eine bei der Plünderung erbeutete Büste Hirschfelds „wie eine Trophäe […] aufgepflanzt auf einem Stock“ mit sich, diese wurde anschließend mit „einem choreographisch einstudiertem Anlauf“ in das Feuer geworfen.

## Studium
Das Studium war anfänglich für eine Dauer von vier Semestern vorgesehen. Von 1922 an wurde es auf sechs, später auf acht Semester verlängert. Es schloss mit einer Diplomprüfung ab. Mit 25 Studentinnen und Studenten wurde die Hochschule 1920 eröffnet. Ihre Zahl stieg rasch. In den Jahren von 1925 bis 1930 betrug die jährliche Besucherzahl durchschnittlich rund 350, sank dann aber erheblich. Die Diplomprüfung bestanden im ersten Jahrzehnt des Bestehens der Hochschule 221, davon waren 174 Männer, 47 Frauen.

### Studienplan

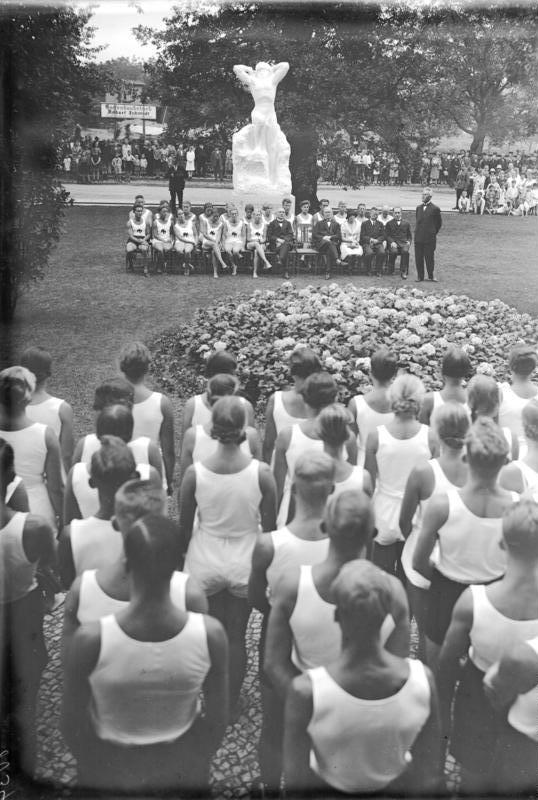
Enthüllung des Jahn-Denkmals, Juli 1929

Als Einblick in die Inhalte des Studiums folgt an dieser Stelle der Studienplan des sechssemestrigen Studiums:
Die Studiengegenstände sind:
I. Übungslehre:
1. Frei- (Vorbereitende) Übungen
2. Leichtathletik
3. Gerätturnen
4. Schwimmen
5. Spiele
6. Wintersport
7. Rudern
8. Boxen
9. Ringen
10. Fechten
11. Lehrproben

Die Übungen 1 bis 10 sind in den ersten vier Semestern zu pflegen, und zwar etwa so, dass die ersten beiden Semester die grundlegenden Übungen betonen (1 bis 6), das dritte und vierte Semester die Übungen 6 bis 10 hinzunimmt und das ausgewählte Sonderfach stärker berücksichtigt. Das fünfte und sechste Semester dient neben Wiederholungen in den praktischen Übungen hauptsächlich zur Einführung in die Methodik, die dann praktisch in den Lehrproben angewendet wird.
II. Gesundheitslehre:
1. Anatomie (I und II)
2. Allgemeine Physiologie (I und II)
3. Biologie und Konstitutionslehre
4. Hygiene
5. Somatologie (Körperlehre)
6. Massage
7. Physikalische Therapie (Licht, Luft, Wasser)
8. Bewegungslehre
9. Pathologie und erste Hilfe (Sporterkrankungen)
10. Physiologie der Leibesübungen
11. Orthopädie

Die Vorlesungen Nr. 1, 2, 3, 6, 7 bilden die Grundlage der Gesundheitslehre und sind deshalb möglichst in den ersten beiden Semestern zu hören. Im dritten und vierten Semester können die Vorlesungen 4, 5, 8, 10 gehört werden, das fünfte Semester wird zweckmäßig die Orthopädie und Pathologie hinzunehmen; das sechste Semester muss zur Zusammenfassung, Vertiefung und Wiederholung von allen Vorlesungen möglichst frei bleiben.
III. Erziehungslehre:
1. Allgemeine Psychologie
2. Allgemeine Pädagogik
3. Grundbegriffe der Philosophie
4. Psychologie der Jugendlichen
5. Psycholog. Eignungsprüfungen
6. Experimentelle Erziehungslehre
7. Theorie und Praxis des Trainings
8. Erziehung des Kindes
9. Methodik und Systematik
10. Soziale Pädagogik und Kulturpolitik

Die Vorlesungen 1 bis 4 sind als Grundlage der Erziehungslehre zweckmäßig in den ersten beiden Semestern zu hören, Nr. 3 bis 7 im dritten und vierten Semester und Nr. 8, 9 und 10 im fünften und sechsten Semester. Das sechste Semester dient neben der Wiederholung des Lehrplanes vor allem auch dem Besuch von Erziehungsstätten und Schulen.
IV. Verwaltungslehre:
1. Vereinsverwaltung
2. Verbandsverwaltung
3. Geschichte
4. Gerätkunde
5. Staatskunde
6. Spielplatzbau
7. Sportjournalistik
8. Literatur
9. Ausländisches Turnwesen
10. Büchereiwesen

Die Vorlesungen 1 bis 6 werden am besten auf die ersten drei Semester, die von 7 bis 10 auf das vierte und fünfte Semester verteilt. Vom dritten Semester ab darf auch an den Seminaren teilgenommen werden.

## Persönlichkeiten

### Lehrkörper
- Herbert Herxheimer[12]
- Rudolf Klapp[12]
- Friedrich Kopsch[12]
- Edith Lölhöffel von Löwensprung[13]
- Edmund Neuendorff[6]
- Max Rubner[12]
- Eduard Spranger[12]

### Alumni
- Ruth Lange[14]
- Ernst Söllinger